# Clara Chipman Newton
Clara Chipman Newton (Delphos, Estados Unidos; 26 de octubre de 1848-Cincinnati, Estados Unidos; 8 de diciembre de 1936) fue una artista estadounidense más conocida como pintora de porcelana y loza.

## Biografía
Nacida en Delphos, Ohio, Newton era hija de S. C. Newton, un comerciante de Vermont que trasladó a su familia a Cincinnati en 1852. Asistió a la escuela privada para niñas de Miss Appleton de 1863 a 1865. Cuando su padre murió en 1871 y su madrastra se mudó a Denver, Colorado, Newton decidió quedarse en Ohio.
A principios de la década de 1870, asistió a la Escuela de Diseño de la Universidad de Cincinnati, donde estudió talla de madera y pintura de porcelana con Benn Pitman. Además de sus habilidades artísticas, Newton se destacó entre amigos y colegas por su memoria excepcional, perspicacia para los negocios, expresiones vívidas y caligrafía distintiva.

## Carrera artística
Newton exhibió su pintura china en la Exposición del Centenario de Filadelfia de 1876, y en 1879 se convirtió en una de las miembros fundadoras y secretaria del Club de Cerámica de Cincinnati junto con Mary Louise McLaughlin, quien se convertiría en una amiga cercana. Durante más de una década, a partir de su fundación en 1880, trabajó en Rookwood Pottery de Maria Longworth Nichols Storer, como decoradora de porcelana, archivero y asistente general con el título de secretaria. Compartió con Storer la responsabilidad de supervisar la decoración y el vidriado, ya partir de 1881 impartió clases de pintura sobre vidriado en la nueva escuela de cerámica de Rookwood. Por tanto, Newton estuvo profundamente involucrada con dos de las instituciones, el Club de Cerámica de Cincinnati y Rookwood, que están más estrechamente asociadas con el movimiento de cerámica de arte estadounidense de finales del siglo XIX.
Para la Exposición Mundial de Columbia de 1893 en Chicago, Newton jugó un papel importante al ayudar a organizar la Sala Cincinnati en el Edificio de la Mujer. Newton fue encargada de organizar todas las exhibiciones en la Sala de Cincinnati, unos 280 objetos en total, una cuarta parte de ellos hechos por la amiga y mentora de Newton, McLaughlin, que van desde cerámica, pintura, escultura y tallado en madera hasta bordados y libros.
Newton no tenía otras fuentes de ingresos, así que para complementar su trabajo en Rookwood abrió su propio estudio en el centro de Cincinnati en 1885 y casi al mismo tiempo tomó un trabajo a tiempo parcial como maestra en la Escuela Thane Miller. A principios de la década de 1900, Newton se había mudado a Glendale, donde era jefa del departamento de arte del Seminario Femenino de Glendale. A lo largo de su carrera, enseñó pintura china, acuarela, pintura al óleo y modelado en relieve.
A lo largo de su vida, fue una defensora de los nuevos medios y de lo que ella llamó "trabajo de mujeres", y continuó con su activismo a través de una variedad de organizaciones de artes y oficios. Entre otras cosas, fue miembro fundadora y secretaria del Club de Mujeres de Cincinnati (en funcionamiento continuo desde 1894).
En 1906, Newton proporcionó un conjunto de acuarelas para una edición de Poemas en prosa de Oscar Wilde que se publicó en la "Serie ideal de pequeñas obras maestras" de Thomas Bird Mosher (Vol. 2 de 12).  Estos incluyen letras mayúsculas iluminadas y elegantes arabescos de página completa en estilo Art Nouveau. En ese momento, tales adornos no eran infrecuentes en ediciones destinadas a coleccionistas.
Un ejemplo de su trabajo de pintura de porcelana se encuentra en la colección permanente del Metropolitan Museum of Art (NYC), que se exhibe en el American Wing, Gallery 774.
Los documentos personales de Newton fueron donados a la Sociedad Histórica de Cincinnati después de su muerte el 8 de diciembre de 1936, a los 88 años.

## Otras lecturas
- Clara Chipman Newton: A Memorial Tribute (folleto pequeño; edición limitada, distribución privada) Comité de compilación: Florence Murdoch (soltera; 1887-1977) (presidente); Eunice Resor (de soltera Eunice Swift Thoms; 1871-1960); Susan Galbraith (de soltera Susan Clark Neff; 1877-1970); Emma Mendenhall (1873-1964); Elizabeth Kellogg (de soltera Elizabeth Rockey Kellogg; 1870–1967) El folleto fue diseñado, impreso y encuadernado a mano por Stratford Press (la prensa privada de Elmer Frank Gleason; 1882-1965; en su casa en Cincinnati); coeditores: (i) Cincinnati Woman's Club, (ii) The Loring Andrews Company, (iii) The Stratford Press; publicado el 1 de noviembre de 1938;OCLC 2728836